# Luis Esteva Maraboto
Luis Esteva Maraboto (Ciudad de México, 31 de enero de 1935) es un ingeniero civil. Se ha especializado en ingeniería sísmica y en los métodos constructivos para reducir los daños a las estructuras y edificios durante los terremotos.
En 2000, fue elegido miembro de la Academia Nacional de Ingeniería por sus contribuciones al diseño sísmico y análisis de confiabilidad de estructuras y por su liderazgo en actividades internacionales de ingeniería sísmica.

## Estudios y docencia
Cursó la licenciatura en Ingeniería Civil en la Universidad Nacional Autónoma de México (UNAM), una maestría en Ciencias en el Instituto Tecnológico de Massachusetts (MIT) y un doctorado, de nueva cuenta, en la UNAM.
En 1953 fue profesor auxiliar de la Escuela Nacional de Ingenieros y en 1955 impartió clases en la Facultad de Arquitectura. Ha impartido clases en la Facultad de Ingeniería y en el Instituto de Ingeniería de su alma mater.
Fue profesor invitado en la universidad de Stanford.

## Investigador y académico
Comenzó a trabajar en el área de ingeniería sísmica como asesor de la Comisión para la Reparación de Estructuras Dañadas que se formó en Acapulco tras los temblores de mayo de 1962. Fue vicepresidente de la Asociación Latinoamericana de Sismología e Ingeniería Antisísmica. Colaboró en el desarrollo de los reglamentos de construcción de Acapulco y del Distrito Federal en México así como en los reglamentos de construcción de varios países de Centroamérica y Sudamérica. Como investigador colaboró con el ingeniero Emilio Rosenblueth.
Ha dirigido el Instituto de Ingeniería y ha sido el coordinador de Investigación Científica de la Universidad Nacional Autónoma de México. Es investigador del Sistema Nacional de Investigadores y miembro del Consejo Consultivo de Ciencias de la Presidencia de la República.
Fue presidente de la Sociedad Mexicana de Ingeniería Sísmica y de la Asociación Internacional de Ingeniería Sísmica. Fue miembro del Consejo Directivo de la Asociación Internacional de Seguridad y Confiabilidad Estructural. Es miembro de la Academia Mexicana de Ciencias y de la Academia Nacional de Ingeniería de México. Es miembro correspondiente de la Academia Nacional de Ingeniería de Argentina y de la Academia de Ciencias Físicas, Matemáticas y Naturales de Venezuela.

## Obras publicadas
Ha escrito más de trescientos artículos en revistas, informes técnicos y artículos de divulgación, así como algunos capítulos de libros sobre ingeniería sísmica, riesgo sísmico y diseño estructural.

## Premios y distinciones
- Premio de Ciencias de la Academia de la Investigación Científica.
- Medalla “Benito Juárez” por la Sociedad Mexicana de Geografía y Estadística.
- Premio Nacional de Protección Civil.
- Premio “George W. Housner” por el Earthquake Engineering Research Institute de Estados Unidos.
- Premio “Luis Elizondo”.
- Member of the Academia Nacional de Ingeniería.
- Premio de Tecnología de la Third World Network of Scientific Organizations (TWNSO).
- Premio Nacional de Ciencias y Artes en el área de Tecnología y Diseño por la Secretaría de Educación Pública en 1981.
- Premio Universidad Nacional en el área de Innovación Tecnológica y Diseño Industrial por la Universidad Nacional Autónoma de México en 1993.
- Investigador Emérito por el Instituto de Ingeniería de la Universidad Nacional Autónoma de México desde 1994.
- Investigador Emérito por el Sistema Nacional de Investigadores.
- Premio “Rose Prize” por la Fundación Eucentre en 2012.[5]
- Doctorado honoris causa por la UNAM, 2017.